# Ready to Fall
"Ready to Fall" é uma canção escrita por Tim McIlrath e lançada pela banda norte-americana Rise Against.
É o primeiro single do quarto álbum de estúdio The Sufferer & The Witness.

## Desempenho nas paradas musicais
| Parada musical (2006)              | Posição |
| ---------------------------------- | ------- |
| Estados Unidos - Alternative Songs | 13      |